# 넥슨네트웍스
넥슨네트웍스(NEXON Networks)는 2002년에 설립된 '와이즈키즈'가 전신 인 넥슨 산하의 온라인 게임 서비스 기업이다.

## 연혁
- 2002년 와이즈키즈 설립
- 2006년 사명 변경(넥슨SD주식회사)
- 2010년 사명 변경(넥슨네트웍스)